# Cronaca di un amore
Cronaca di un amore is een Italiaanse dramafilm uit 1950 onder regie van Michelangelo Antonioni. Het is zijn eerste speelfilm. Deze film werd voor een deel opgenomen in Ferrara, de geboorteplaats van Antonioni.
Het scenario is geïnspireerd door de roman The Postman always rings Twice van James M. Cain.

## Verhaal
De privédetective Carloni krijgt een opdracht van de rijke Milanese industrieel Enrico Fontana. Hij moet informatie verzamelen over het schimmige liefdesverleden van diens mooie vrouw Paola.

## Rolverdeling
| Acteur            | Personage           |
| ----------------- | ------------------- |
| Lucia Bosè        | Paola Molon Fontana |
| Massimo Girotti   | Guido               |
| Ferdinando Sarmi  | Enrico Fontana      |
| Gino Rossi        | Carloni             |
| Marika Rowsky     | Joy                 |
| Rosi Mirafiore    | Barmeid             |
| Rubi D'Alma       | Vriendin van Paola  |
| Anita Farra       |                     |
| Carlo Gazzabini   |                     |
| Nardo Rimediotti  |                     |
| Renato Burrini    |                     |
| Vittorio Manfrino |                     |
| Vittoria Mondello | Matilde             |
| Franco Fabrizi    | Presentator         |